# Orlando Pirates Football Club
Orlando Pirates FC é um clube de futebol da África do Sul fundado em 1937, na cidade de Joanesburgo. É o 3º maior ganhador do Campeonato Sul-Africano, com 9 títulos, atrás dos rivais Kaiser Chiefs com 13 e do Mamelodi Sundowns que tem 18. Atualmente o Orlando Pirates tem como sua casa o estádio de futebol Orlando Stadium que é um estádio multiuso, em Soweto, em Joanesburgo, África do Sul. O estádio foi construído originalmente em 1959, a um custo de £ 37.500, com uma capacidade de 24.000 como a casa da Associação de Futebol de Joanesburgo Bantu. Atualmente é usado principalmente para jogos de futebol, e também destinava-se a ser utilizado, como um campo de treinamento, para as equipes participantes da Copa do Mundo da FIFA de 2010 depois que foi completamente reconstruída e reaberto em 22 de novembro de 2008. Além da capacidade de 24.000 pessoas, há um auditório para 200 pessoas, 120 suítes de hospitalidade, um ginásio e um centro de conferências.

## Clássico sul-africano
O clássico entre Orlando Pirates e Kaizer Chiefs é o que mais mexe com o país e com o campeonato da Premier Soccer League, e ele é mais conhecido como Soweto Derby.

## Estatísticas de Orlando Pirates contra Kaizer Chiefs
Estatísticas do Derby de Soweto (Orlando Pirates contra Kaizer Chiefs)
| Número de jogos             | 182 |
| Vitórias do Kaizer Chiefs   | 74  |
| Vitórias do Orlando Pirates | 48  |
| Empates                     | 54  |

## Títulos
| CONTINENTAIS | CONTINENTAIS              | CONTINENTAIS | CONTINENTAIS                                                              |
| Troféus      | Competição                | Títulos      | Temporadas                                                                |
| ------------ | ------------------------- | ------------ | ------------------------------------------------------------------------- |
|              | Liga dos Campeões da CAF  | 1            | 1995                                                                      |
|              | Supercopa Africana        | 1            | 1996                                                                      |
| NACIONAIS    |                           |              |                                                                           |
| Troféus      | Competição                | Títulos      | Temporadas                                                                |
|              | Campeonato Sul-Africano   | 9            | 1971, 1973, 1975, 1977, 1994, 2000-01, 2002-03, 2010-11, 2011-12, 2022-23 |
|              | Copa da África do Sul     | 9            | 1973, 1974, 1975, 1980, 1988, 1996, 2011, 2014                            |
|              | Copa da Liga Sul-Africana | 1            | 2011                                                                      |
|              | Taça MTN 8                | 12           | 1972, 1973, 1978, 1983, 1993, 1996, 2000, 2010, 2011, 2020, 2022, 2023    |

## Elenco atual
Última atualização: 25 de junho de 2025.

## Estrangeiros

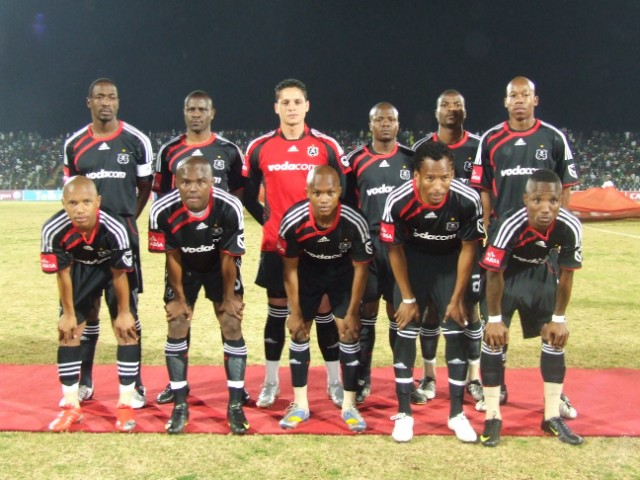
Time do Orlando Pirates em 2009

Jogadores estrangeiros que jogam ou jogaram no Orlando Pirates:
- Joseph Kamwendo
- Destin Makita
- Jerry Adriano
- Lehlohonolo Seema
- Getúlio Vargas
- Luís Boa Morte

## Uniformes

### Uniformes atuais
- 1º - Camisa branca, calção preto e meias brancas;
- 2º - Camisa vermelha, calção e meias pretas.

| Primeiro | Segundo |

### Uniformes dos goleiros
- Camisa vermelha, calção e meias vermelhas;
- Camisa azul, calção e meias azuis;
- Camisa verde, calção e meias verdes.

| Cores do Time · Cores do Time · Cores do Time · Cores do Time · Cores do Time | Cores do Time · Cores do Time · Cores do Time · Cores do Time · Cores do Time | Cores do Time · Cores do Time · Cores do Time · Cores do Time · Cores do Time |

### Uniformes anteriores
- 2018-19

| Primeiro | Segundo |

- 2017-18

| Primeiro | Segundo |

- 2016-17

| Primeiro | Segundo |

- 2015-16

| Primeiro | Segundo |

- 2014-15

| Primeiro | Segundo |

- 2013-14

| Primeiro | Segundo |

- 2012-13

| Primeiro | Segundo | Terceiro |

- 2011-12

| Primeiro | Segundo | Terceiro |

- 2010-11

| Primeiro | Segundo |

- 2009-10

| Primeiro | Segundo |

## Curiosidades
- O time do Orlando Pirates apareceu em uma partida no filme Protegendo o Inimigo